# Équipe de France de rugby à XV au Tournoi des Cinq Nations 1997
L'équipe de France remporte le Tournoi des Cinq Nations 1997 en réussissant un Grand Chelem (quatre victoires en quatre matches). Il s'agit du cinquième Grand Chelem réussi par l'équipe de France dans le Tournoi, son premier en dix ans après celui réussi en 1987 par l’équipe entraînée par Jean-Claude Skrela, Pierre Villepreux et Jo Maso. L'équipe est conduite par son capitaine Abdelatif Benazzi.
Christophe Lamaison est le meilleur réalisateur français avec 42 points (en seulement deux matches).
Vingt-huit joueurs contribuent à ce succès.

## Les joueurs

### Première ligne
- Christian Califano
- Marc Dal Maso
- Franck Tournaire
- Jean-Louis Jordana
- Marc de Rougemont
- Didier Casadeï

### Deuxième ligne
- Olivier Merle
- Hugues Miorin

### Troisième ligne
- Abdelatif Benazzi, capitaine
- Philippe Benetton
- Fabien Pelous
- Richard Castel
- Olivier Magne

### Demis de mêlée
- Fabien Galthié
- Philippe Carbonneau
- Guy Accoceberry

### Demis d’ouverture
- Alain Penaud
- Christophe Lamaison
- David Aucagne

### Trois quart centre
- Stéphane Glas
- Thomas Castaignède
- Richard Dourthe

### Trois quart aile
- Émile Ntamack
- David Venditti
- Laurent Leflamand
- Ugo Mola

### Arrière
- Jean-Luc Sadourny
- Pierre Bondouy

## Résultats des matches
- 18 janvier 1997 : victoire 32 à 15 contre l'Irlande à Lansdowne Road, Dublin ;
- 15 février 1997 : victoire 27 à 22 contre le pays de Galles à Parc des Princes, Paris ;
- 1er mars 1997 : victoire 23 à 20 contre l'Angleterre à Twickenham, Londres ;
- 15 mars 1997 : victoire 47 à 20 contre l'Écosse au Parc des Princes, Paris.

## Points marqués par les Français

### Irlande - France
- David Venditti (15 points) : 3 essais
- Thomas Castaignède (12 points) : 3 transformations, 2 pénalités
- Fabien Galthié (5 points) : 1 essai

### Pays de Galles - France
- Laurent Leflamand (10 points) : 2 essais
- Olivier Merle (5 points) : 1 essai
- David Aucagne (5 points) : 1 transformation, 1 pénalité
- David Venditti (5 points) : 1 essai
- Richard Dourthe (2 points) : 1 transformation

### Angleterre - France
- Christophe Lamaison (18 points) : 1 essai, 2 transformations, 2 pénalités, 1 drop
- Laurent Leflamand (5 points) : 1 essai[1]

### Écosse - France
- Christophe Lamaison (24 points) : 3 transformations, 6 pénalités
- Franck Tournaire (5 points) : 1 essai
- Abdelatif Benazzi (5 points) : 1 essai
- Laurent Leflamand (5 points) : 1 essai
- Olivier Magne (5 points) : 1 essai
- Jean-Luc Sadourny (3 points) : 1 drop